# Asociación Futbolística de Angra do Heroísmo
La Asociación Futbolística de Angra do Heroísmo (En portugués: Associação de Futebol de Angra do Heroísmo, abrv. AF Angra do Heroísmo) es el cuerpo de gobierno para todas las competiciones futbolísticas celebradas en el antiguo distrito portugués de Angra do Heroísmo. Esta organización regula el fútbol en la Isla Terceira, San Jorge e Isla Graciosa, en las Islas Azores. También es el organismo regulador de los clubes registrados en el distrito. Se encuentra situada en el número 17 de la Av. Tenente Coronel José Agostinho.

## Clubes importantes de la Asociación
- SC Angrense